# Teresa Prekerowa
Teresa Prekerowa, z d. Dobrska (ur. 30 grudnia 1921 w majątku Zapusta na Mazowszu, zm. 19 maja 1998 w Warszawie) – polska historyk, autorka monografii Konspiracyjna Rada Pomocy Żydom w Warszawie 1942–1945 (wyd. 1982), doktor historii.

## Życiorys
Pochodziła z rodziny ziemiańskiej. W czasie II wojny światowej była zaangażowana w pomoc ukrywającym się Żydom, za co w 1985 otrzymała tytuł Sprawiedliwej wśród Narodów Świata. W latach 50. i 60. pracowała w Państwowym Wydawnictwie Naukowym, m.in. w Redakcji Encyklopedii, w latach 70. w Redakcji Historii i Kultury Państwowego Instytutu Wydawniczego.
W 1968 podjęła zaocznie studia historyczne na Uniwersytecie Warszawskim, ukończone w 1973, badała relacje polsko-żydowskie w okresie II wojny światowej, w 1982 wydała podstawową dla dziejów Rady Pomocy Żydów monografię Konspiracyjna Rada Pomocy Żydom w Warszawie 1942–1945, w 1992 pracę Zarys dziejów Żydów w Polsce w latach 1939–1945 .
W 1995 otrzymała Nagrodę Polskiego PEN Clubu im. Ksawerego Pruszyńskiego.

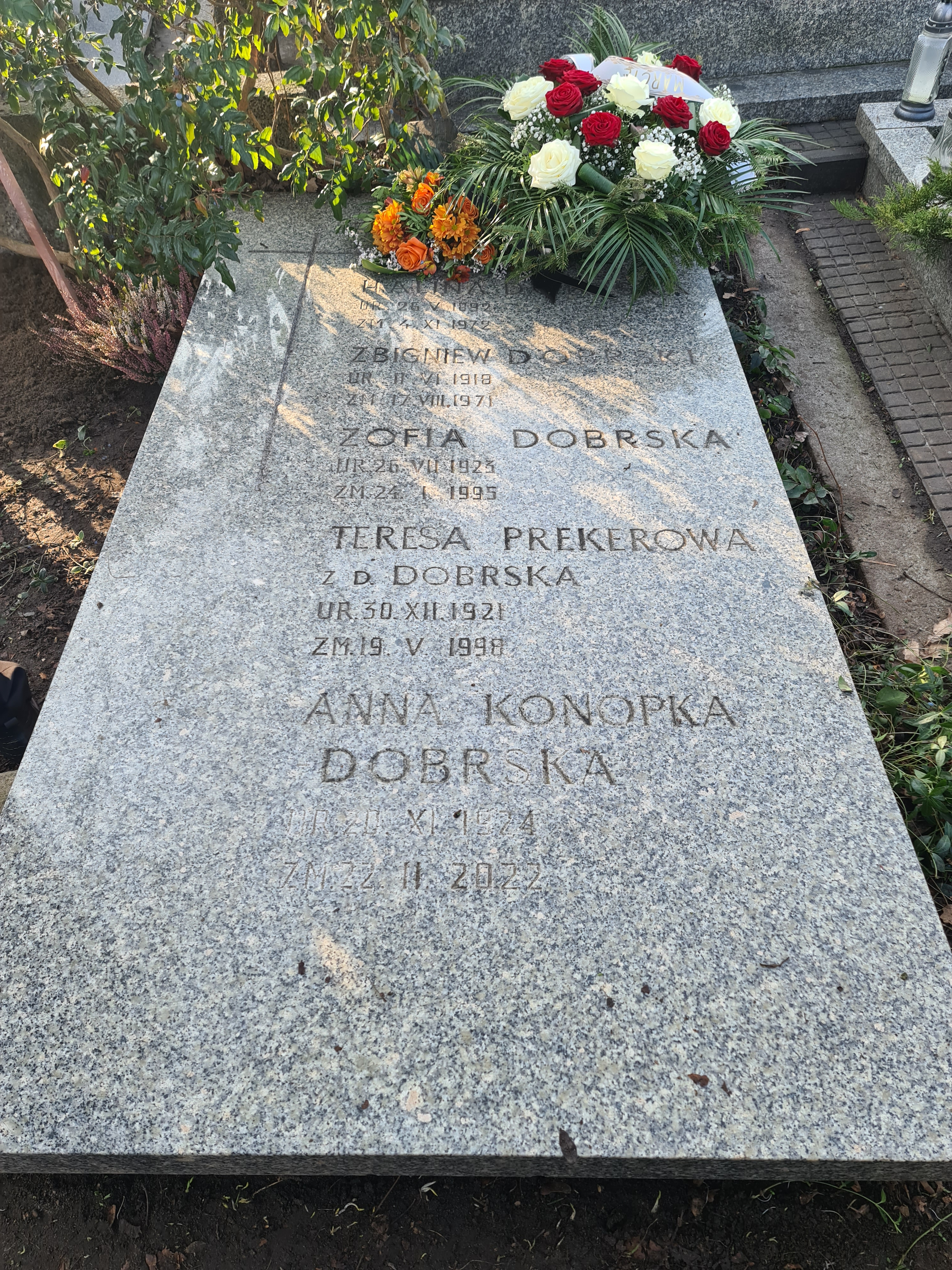
Grób rodzinny Dobrskich na cmentarzu w Wilanowie, w którym pochowana jest Teresa Prekerowa

Jej mężem był pochodzący z ziemiańskiej rodziny Mieczysław Preker, uczestnik powstania warszawskiego.
Została pochowana w grobie rodzinnym na cmentarzu w Wilanowie w Warszawie.